# Solti Liviusz
Solti Liviusz (Tatrang, 1927. április 1. – Bukarest, 1996. február 1.) brassó megyei katonai műszaki író.

## Életútja, munkássága
A brassói Római Katolikus Gimnáziumban érettségizett 1946-ban, a Bolyai Tudományegyetem Matematika Karán szerzett diplomát 1950-ben. Tanított a székelyudvarhelyi tanítóképzőben (1950–51), majd 1952-től főhadnagyi rangban a híradástechnika tanára volt a Pitești-i tankostiszti iskolában. A bukaresti Műszaki Katonai Akadémián tanult tovább és diplomázott híradástechnikából (1959). Itt kezdte egyetemi oktatói pályafutását: 1959-ben tanársegéd a távközlési tanszéken, 1960-tól az Antennák és rádióhullámok terjedése c. kurzus előadója és egyetemi tanár az elektrotechnikai tanszéken 1984-ig, nyugdíjazásáig. Közben az Elektrotechnikai Kar dékánhelyettese (1975–77 között). Posztgraduális szakképzésen vett részt a bukaresti Katonai Akadémián (1979).
Kutatási területéhez a katonai híradástechnikai berendezések antennái, a rádióhullámok terjedése, ezen területek számítógépes alkalmazása és irányítása tartozott.
Első tanulmányát a Korunk közölte 1960-ban, Rádióhullámok a híradástechnikában címmel. Szakdolgozatai katonai kiadványokban jelentek meg, tudománynépszerűsítő cikkeket is közölt az Előre, Korunk, Buletinul Academiei Militare, Apărarea Patriei, Electronica, Ştiinţa şi Tehnica hasábjain. Több találmányát szabadalmaztatta.

## Kötetei
- Antene. I–III. (Bukarest, 1963–67);
- Antene şi propagarea undelor radio: lucrări de laborator (Bukarest, 1965); *Propagarea undelor de radio (Bukarest, 1968);
- Antene şi propagarea undelor radio. Elemente de proiectare şi culegere de probleme (társszerző D. Raicu, Bukarest, 1969);
- Calculul componentelor spectrale. Elemente de proiectare (Bukarest, 1975); *Catalog de programe. I. (társszerző E. Mănescu, uo. 1969), II. Asigurarea materială… (több társszerzővel, Bukarest, 1985);
- Antene şi propagarea undelor radio (Bukarest, 1983);
- Antene (társszerzővel, Bukarest, 1986).